# Лейк-Марсел-Стіллвотер (Вашингтон)
Лейк-Марсел-Стіллвотер (англ. Lake Marcel-Stillwater) — переписна місцевість (CDP) в США, в окрузі Кінг штату Вашингтон. Населення — 1334 особи (2020).

## Географія
Лейк-Марсел-Стіллвотер розташований за координатами 47°41′42″ пн. ш. 121°54′54″ зх. д. / 47.69500° пн. ш. 121.91500° зх. д. (47.695094, -121.915104).  За даними Бюро перепису населення США в 2010 році переписна місцевість мала площу 3,45 км², з яких 3,30 км² — суходіл та 0,15 км² — водойми.

## Демографія
Згідно з переписом 2010 року, у переписній місцевості мешкало 1277 осіб у 458 домогосподарствах у складі 363 родин. Густота населення становила 370 осіб/км².  Було 488 помешкань (141/км²).
Расовий склад населення:
| - 93,8 % — білих - 0,9 % — азіатів - 0,8 % — корінних американців - 0,2 % — чорних або афроамериканців - 0,1 % — вихідців з тихоокеанських островів - 1,7 % — осіб інших рас |

До двох чи більше рас належало 2,4 %. Частка іспаномовних становила 6,0 % від усіх жителів.
За віковим діапазоном населення розподілялося таким чином: 24,0 % — особи молодші 18 років, 70,2 % — особи у віці 18—64 років, 5,8 % — особи у віці 65 років та старші. Медіана віку мешканця становила 40,5 року. На 100 осіб жіночої статі у переписній місцевості припадало 105,0 чоловіків;  на 100 жінок у віці від 18 років та старших — 98,0 чоловіків також старших 18 років.
Середній дохід на одне домашнє господарство  становив 178 119 доларів США (медіана — 130 694), а середній дохід на одну сім'ю — 183 453 долари (медіана — 117 344). Медіана доходів становила 106 469 доларів для чоловіків та 41 597 доларів для жінок. За межею бідності перебувало 2,1 % осіб, у тому числі 0,0 % дітей у віці до 18 років та 0,0 % осіб у віці 65 років та старших.
Цивільне працевлаштоване населення становило 726 осіб. Основні галузі зайнятості: науковці, спеціалісти, менеджери — 29,6 %, освіта, охорона здоров'я та соціальна допомога — 16,7 %, роздрібна торгівля — 13,9 %, виробництво — 13,4 %.